# NGC 2870
NGC 2870 este o galaxie spirală situată în constelația Ursa Mare. A fost descoperită în 19 martie 1790 de către William Herschel. Se află la o distanță de 43,25 de megaparseci de Pământ.